# رومان فلاسوف
رومان فلاسوف (مواليد 6 أكتوبر 1990) هو لاعب مصارعة يونانية رومانية روسي فاز بالميدالية الذهبية في وزن 74 كج في أولمبياد 2012 و75 كم في أولمبياد 2016.

## وصلات خارجية
- رومان فلاسوف على موقع قاعدة بيانات المصارعة الدولية (الإنجليزية)
- رومان فلاسوف على موقع اللجنة الأولمبية الدولية (الإنجليزية)
- رومان فلاسوف على موقع أوليمبيديا (الإنجليزية)